# Coves de Can Riera
Les coves de Can Riera, o coves de Can Mas, són un conjunt de cavitats situades a les penyes de Can Riera, a les muntanyes de l'Ordal, al municipi de Torrelles de Llobregat (Baix Llobregat), que destaquen per les seves formes d'erosió en els gresos de tonalitats vermelles. Estan declarades bé cultural d'interès local i incloses dins de la Xarxa Natura 2000 i la zona PEIN.
Les penyes de Can Riera són unes cingleres roges que corresponen a una franja discontínua de materials formats durant el triàsic, que tenen aquesta coloració vermellosa tan característica de les Muntanyes de l'Ordal. Les coves de Can Riera són creades sobre aquesta roca roja, en una zona de cingles i espadats, que pateixen força les accions erosives per vent i aigua, creant cornises i coves. Les penyes contenen almenys cinc coves de grans dimensions i altres més petites.
El lloc atreu espeleòlegs, fotògrafs i turistes. Per a conservar i preservar el fràgil espai natural de gran valor geològic, l'Ajuntament de Torrelles de Llobregat va prohibir el 2019 l'accés a les coves, així com la circulació de vehicles motoritzats no autoritzats pels camins pròxims a la zona.
A les Coves de Can Riera s'hi han trobat indicis d'una possible ocupació prehistòrica.